# 静岡県立浜松大平台高等学校
静岡県立浜松大平台高等学校（しずおかけんりつ はままつおおひらだいこうとうがっこう）は、静岡県浜松市中央区大平台四丁目にある県立高等学校。2006年4月に静岡県立農業経営高等学校と静岡県立浜松城南高等学校が合併し、開校した。校章は「花と緑」。校歌は「いま　青春の」。

## 設置学科
- 単位制による全日制課程 - 総合学科
  - 人文科学系列
  - 自然科学系列
  - 花と緑系列
  - 国際情報ビジネス系列
  - 福祉・健康系列
  - 芸術・デザイン系列
- 単位制による定時制課程 - 普通科
  - I部 - III部の3部制。夜間のみではなく朝から授業を行うコースもある。
  - 4月入学の春季選抜と10月入学の秋季選抜、年2回入試を行う。

## 沿革
統合した2校のうち、農業経営高等学校は浜松農工高等学校の農業課程が独立し1964年に設置されたものであり、同校の残る工業課程は浜松城北工業高等学校と改称して存続した。この浜松城北工業高等学校において後に設置された昼間二部定時制課程（女子普通科）が独立、1968年に設置されたのが浜松城南高等学校である。つまり当高校は元々同じ学校から分離した2校が再び統合し設置されたものである。

### 年表
- 2006年 - 静岡県立農業経営高等学校と静岡県立浜松城南高等学校が合併し、開校。

## 主な行事

### 全日制
- 4月 - 入学式
- 6月 - オープンスクール
- 9月 - 修学旅行（2年）
- 10月 - 体育大会
- 11月 - 学校祭（猿投祭）
- 3月 - 卒業式

### 定時制
- 4月 - 入学式（春季入学者）
- 9月 - 卒業式（秋季卒業者）、修学旅行（2年）
- 10月 - 入学式（秋季入学者）
- 11月 - 学校祭（連綿祭）
- 3月 - 卒業式（春季卒業者）

## 部活動

### 全日制
- 野球
- サッカー
- 陸上競技
- テニス
- バドミントン
- バレーボール
- 女子バスケットボール
- ボート
- ダンス
- 吹奏楽
- 園芸・食品
- パソコン
- 茶道
- 書道
- 写真
- 新聞
- 囲碁将棋
- 美術工芸
- ボランティア

### 定時制
- サッカー
- バドミントン
- 卓球
- 柔道
- バスケット（男・女）
- バレーボール（女）
- ソフトテニス
- 剣道
- 陸上

## 学校施設
一足制を採用している。
- 普通教室棟
- 特別教室棟
- 農業実習棟
- 柔剣道場
- 体育館
- プール
- 部活動部屋

## 出身著名人

### 静岡県立農業経営高等学校（蚕業学校、農蚕学校、浜松農業高校、浜松農工高校）
- 平山博三(元浜松市長)
- 新井茂雄(ベルリンオリンピック水泳選手)
- 石井萠水(SPAC-静岡県舞台芸術センター劇団員)
- 坪井亀蔵（元衆議院議員　浜北市長）

### 静岡県立浜松大平台高等学校
- 廣岡璃奈(競技麻雀のプロ雀士)

## アクセス
- 浜松駅バスターミナルより、2のりばより、8-22大平台線（広沢経由）、3のりばより、9-22大平台線（鴨江経由）に乗車、 「大平台高校」バス停下車すぐ
- 平日の登校用ではあるが、浜松駅バスターミナル5のりばより、20志都呂宇布見線「入野経由大平台高校行き」の運行もある。
- 通常登校時に限り、浜松駅バスターミナル3のりばより、直通　大平台高校行きも運行。